# Sedan
För andra betydelser, se Sedan (olika betydelser).

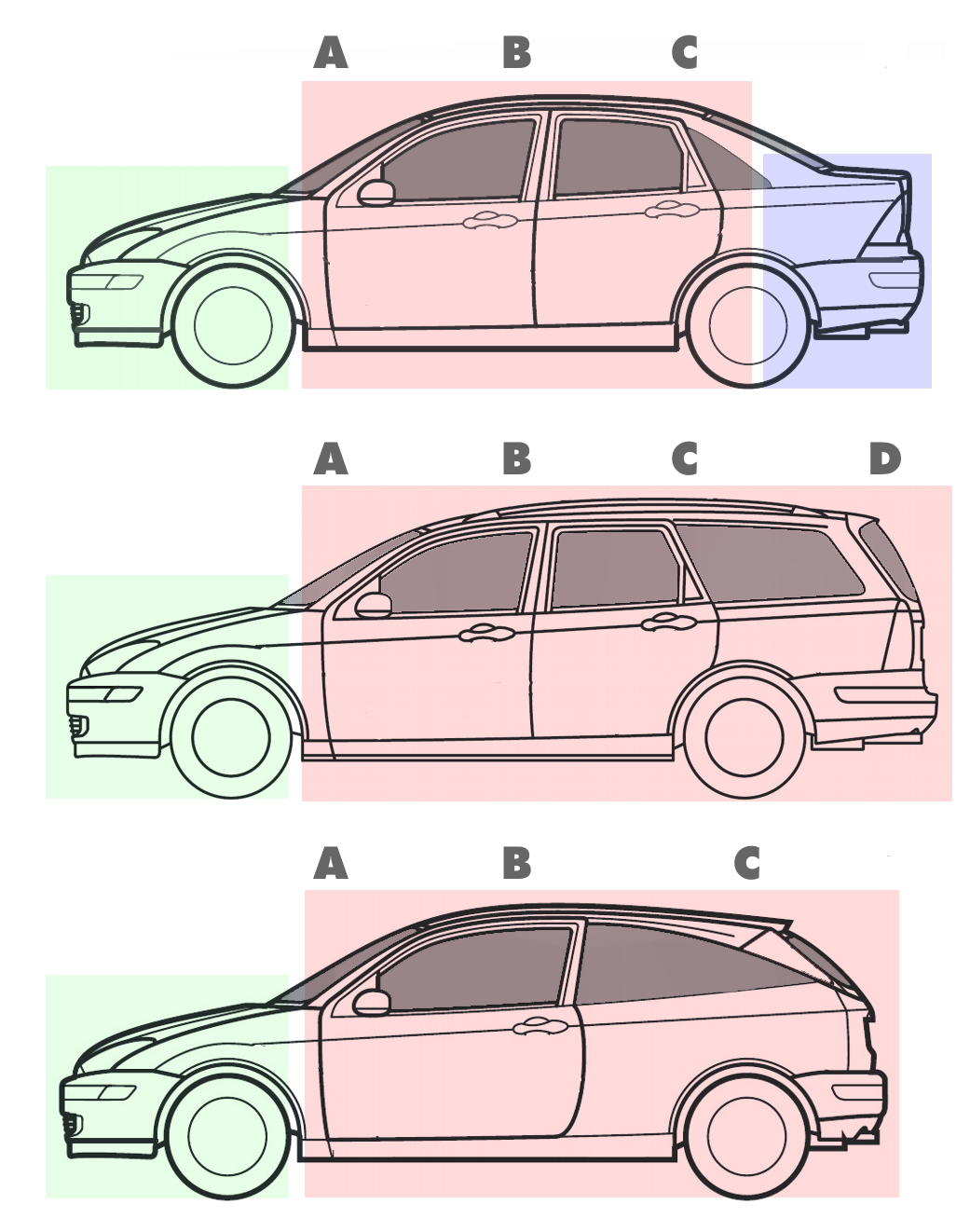
Tre karosstyper av samma bilmodell (Ford Focus). Överst sedan, därunder kombi och tredörrars halvkombi (hatchback). Bokstäverna är benämning på takstolparna.

Sedan är en täckt karossform för bilar med två eller fyra dörrar och plats för fyra personer eller flera. Till skillnad från en kombi eller halvkombi har en bil av sedantyp ett bagageutrymme som är skilt från kupén och bakluckans öppning sker under/bakom bakrutan (till skillnad från en kombi/halvkombi där bakluckan öppnas vid taket och bakrutan således är en del av bakluckan). Benämningen "sedan" förekommer från 1916 och kommer från det engelska ordet för bärstol, sedan chair, som i sin tur kommer från de latinska orden sedes ('sittplats', 'stol') och sedeo ('sitta').
Berlina är ett annat ord för sedan. Idag används det främst om bilar och då på språken portugisiska, italienska, rumänska och spanska. Av biltillverkare är det Opel och dess systerföretag Holden och Vauxhall samt nyligen även Tesla Motors som använder sig av ordet i design- och modellbeteckning och då för att markera att det är en lite mera påkostad modell.